# Mistrzostwa Polski w Łyżwiarstwie Szybkim w Wieloboju 1988
52. Mistrzostwa Polski w łyżwiarstwie szybkim w wieloboju odbyły się w 1988 roku w Sanoku na torze Błonie. Złote medale zdobyli zostali Erwina Ryś-Ferens i Andrzej Józwik. W zawodach nie startowali: Jerzy Dominik, Piotr Krysiak.

## Kobiety
| Msc. | Zawodniczka                           | 500 m     | 1500 m      | 3000 m      | 5000 m     | Wielobój |
| 1.   | Erwina Ryś-Ferens (Marymont Warszawa) | 43,04 (1) | 2:24,00 (1) | 4:40,07 (1) | 8:05,0 (1) | 186,218  |
| 2.   | Małgorzata Tomporowska (Orzeł Elbląg) |           |             |             |            | 193,568  |
| 3.   | Ewa Borkowska (Marymont Warszawa)     |           |             |             |            | 193,992  |

## Mężczyźni
| Msc. | Zawodnik                                    | 500 m | 1500 m      | 5000 m | 10 000 m    | Wielobój |
| 1.   | Andrzej Józwik (Pilica Tomaszów Mazowiecki) |       |             |        | 15:20,4 (1) | 176,353  |
| 2.   | Jarosław Chyc-Olesiak (SNPTT Zakopane)      |       | 2:09,68 (1) |        |             | 176,680  |
| 3.   | Andrzej Makowski (CWKS Legia Warszawa)      |       |             |        |             | 176,750  |